# Ancistrotus
Ancistrotus is een kevergeslacht uit de familie van de boktorren (Cerambycidae). De wetenschappelijke naam van het geslacht werd voor het eerst geldig gepubliceerd in 1832 door Audinet-Serville.

## Soorten
Ancistrotus omvat de volgende soorten:
- Ancistrotus aduncus Buquet, 1853
- Ancistrotus uncinatus (Klug, 1825)